# Lijst van spelers van Deportivo Pereira
Deze lijst omvat voetballers die bij de Colombiaanse voetbalclub Deportivo Pereira spelen of gespeeld hebben. De spelers zijn alfabetisch gerangschikt.

## A
- Johny Acosta
- Diego Agudelo
- Belmer Aguilar
- Anselmo de Almeida
- Ricardo Álvarez
- Jeferson Angulo
- Mario Angulo
- Sergio Angulo
- Andrés Arboleda
- Julio César Arcila
- Libis Arenas
- Diego Arías
- Andres Arroyave
- Ramiro Arrú
- Luis Asprilla

## B
- Juan Baena
- Julian Barahona
- Jesús Barrios
- Felipe Benalcazar
- Jair Benítez
- Jorge Bermúdez
- Jorge Britez

## C
- Luis Cabezas
- Jhojan Caicedo
- Elkin Calle
- Danny Cano
- Fernando Cárdenas
- Benjamín Cardona
- Andrés Castellanos
- José Castillo
- Rafael Castillo
- Víctor Castillo
- Alexander del Castillo
- Carlos Castro
- Edison Chará
- Luis Chará
- John Charría
- Sebastián Cobelli
- Carlos Córdoba
- Denier Córdoba
- Francisco Córdoba
- Víctor Cortés
- Fabian Cuéllar
- Miguel Cuéllar

## D
- Farid Díaz
- Óscar Díaz
- Jefferson Duque

## E
- Alex Escobar
- Eusebio Escobar
- Walter Escobar
- Jhonnier Eusse

## F
- Cesar Fawcett
- Carlos Flores
- Jhon Florez
- Edison Fonseca
- Yuberney Franco

## G
- Henry Galeano
- Juan Jairo Galeano
- Adrian Gustavo Giampietri
- Darío Gigena
- Mario Giménez
- Gilmar Giron
- Cristian González
- Diego González
- Ervin González
- Jersson Gonzalez
- Freddy Grisales
- Omar Guerra

## H
- Victor Henao
- José Hernández
- Yonni Hinestroza

## I
- José Izquierdo

## J
- Mario Jaramillo

## L
- Cristian Lara
- Mario Llanos
- Jhon Lopez
- Jorge López
- John Lozano

## M
- José Marquez
- Edwin Martínez
- Leonardo Medina
- César Mena
- Wilson Mena
- José Mera
- Gerardo Moncada
- César Morales
- Erik Moreno
- Luis Moreno
- Darío Muchotrigo
- León Muñoz
- Arlington Murillo

## N
- Lucas Nanía
- Daniel Neculman
- Felix Noquera

## O
- Juan Carlos Osorio

## P
- Ricardo Páez
- Carlos Palacio
- Harnol Palacios
- Martín Parodi
- Julian Parra
- Eugenio Peralta
- Dayron Pérez
- Juan Perez
- Edwin Posada
- Carlos Preciado
- Hernán Pulgarín

## Q
- Hólger Quiñónez
- Rubiel Quintana
- Carlos Quintero
- Juan Quintero
- Ronald Quintero
- Gustavo Quiroz

## R
- Antonio Rada
- Carlos Ramírez
- Jhon Ramírez
- José Ramírez
- Oscar Restrepo
- John Rincon
- César Rivas
- John Rivas
- Luis Rivera
- Carlos Rodas
- Juan Rodríguez
- Milton Rodríguez
- Orlando Rodríguez
- Julio Romaña
- Jhonatan Romero

## S
- Deyler Sacramento
- Carlos Salazar
- Nestor Salazar
- Jaime Sierra
- Luis Fernando Suárez

## T
- Edwin Tenorio
- Edison Toloza
- Edison Torres
- Nicolas Torres
- Yesid Trujillo

## U
- Fernando Uribe

## V
- Jhon Valencia
- Miguel Vargas
- Edigson Velazquez
- Diber Vélez
- Juan Vélez
- Henry Viáfara
- Jong Viáfara
- Gustavo Victoria
- Carlos Vilarete
- Eduardo Vilarete
- Carlos Villagra
- Francisco Villalba
- Andres Vinasco
- Achito Vivas

## Z
- Luis Zapata
- Roberto Zapata